# Тугнуй (село)
Тугну́й (бур. Тγгнэ) — село в Мухоршибирском районе Бурятии. Административный центр сельского поселения «Тугнуйское».

## География
Расположено в 40 км к северо-востоку от районного центра, села Мухоршибирь, на левом берегу реки Тугнуй. С юга село огибает автодорога местного значения Хошун-Узур — Никольск.

## Население
| 2002 | 2010 |
| ---- | ---- |
| 945  | ↘740 |